# Rossmatter Chlü
Die Rossmatter Chlü ist ein rund 7 Kilometer langer rechter Zufluss der Chlü im Schweizer Kanton Glarus. Sie durchfliesst das Rossmatter Tal, ein Seitental des Klöntals, im Südwesten der Gemeinde Glarus. 

## Geographie

### Verlauf
Der längste Quellbach der Rossmatter Chlü entspringt auf etwa 2005 m ü. M. an der Nordwand des Hinter Gassenstocks. Nach kurzem Lauf nach Nordosten erreicht sie die Zeinenmatt und mündet in das kleine Mattseeli.
Sie verlässt den Bergsee wieder und durchfliesst das Hochtal Zeinen in nordwestlicher Richtung. Bei Ankenloch stürzt sie ins Rossmatter Tal und nimmt zugleich bei der Käsernalp von rechts den Firnbach sowie von links das Wasser aus dem Dräggloch auf. Bei Klönstalden wendet sich der Bach nach Norden und durchquert die Schlucht Siechenloch. Er erreicht Alpeliboden, wo er sich nach Nordosten wendet. 
Schliesslich mündet die Rossmatter Chlü im Hinter Klöntal auf 862 m ü. M. bei Kubliberg in der Flur Steppeli von rechts in die Richisauerchlü, die danach nur noch Chlü genannt wird. An der Mündung ist die Rossmatter Chlü etwas kürzer, besitzt aber ein grösseres Einzugsgebiet sowie einen stärkeren Abfluss.

### Einzugsgebiet
Das Einzugsgebiet der Rossmatter Chlü erstreckt sich über eine Fläche von 32,62 Quadratkilometer. Es besteht aus 52,7 % unproduktiver Fläche, 30,3 % landwirtschaftlicher Fläche, 8,9 % bestockter Fläche, 7,5 % Gletscher und Firne, 0,4 % Gewässerfläche sowie 0,1 % Siedlungsfläche. Der höchste Punkt liegt auf 2910 m ü. M. wenig unterhalb des Bächistocks, die durchschnittliche Höhe beträgt 1990 m ü. M.
Im Westen liegt das Einzugsgebiet der Muota und ihres Zuflusses Starzlen, im Osten grenzt das Linthtal an.

### Zuflüsse
- Firnbach (rechts), 3,5 km, 8,91 km², 0,45 m³/s

## Hydrologie
Bei der Mündung der Rossmatter Chlü in die Chlü beträgt ihre modellierte mittlere Abflussmenge (MQ) 1,57 m³/s. Ihr Abflussregimetyp ist b-glacio-nival und ihre Abflussvariabilität beträgt 15.